# Liga Mistrzyń siatkarek (2014/2015)
Liga Mistrzyń 2014/2015 (oficjalna nazwa CEV DenizBank European Champions League Women) – 15. sezon Ligi Mistrzyń rozgrywanej od 2014 roku, organizowanej przez Europejską Konfederację Piłki Siatkowej (CEV) w ramach europejskich pucharów dla żeńskich klubowych zespołów siatkarskich z Europy.

## Drużyny uczestniczące
- Telecom Baku
- Azerrail Baku
- LP Viesti Salo
- VK Prostějov
- RC Cannes
- Nantes VB
- Dresdner SC
- River Volley Piacenza
- Unendo Yamamay Busto Arsizio
- Impel Gwardia Wrocław
- KPS Chemik Police
- Știința Bacău
- Dinamo Kazań
- Dinamo Moskwa
- Omiczka Omsk
- Partizan Vizura Belgrad
- Voléro Zurych
- VakıfBank SK
- Eczacıbaşı VitrA Stambuł
- Fenerbahçe

## Rozgrywki

### Faza grupowa
awans do play-off
     gospodarz turnieju finałowego

#### Grupa A
Tabela
| Lp. | Drużyna           | Mecze | Mecze   | Mecze   | Pkt | Sety | Sety | Sety  | Małe punkty | Małe punkty | Małe punkty |
| Lp. | Drużyna           | M     | W (3:2) | P (2:3) | Pkt | wyg. | prz. | ratio | zdob.       | str.        | ratio       |
| --- | ----------------- | ----- | ------- | ------- | --- | ---- | ---- | ----- | ----------- | ----------- | ----------- |
| 1   | KPS Chemik Police | 6     | 4 (1)   | 2 (2)   | 13  | 16   | 9    | 1.778 | 543         | 506         | 1.073       |
| 2   | Dinamo Kazań      | 6     | 3 (1)   | 3 (1)   | 9   | 13   | 11   | 1.182 | 529         | 497         | 1.064       |
| 3   | VK Prostějov      | 6     | 3 (2)   | 3 (0)   | 7   | 10   | 14   | 0.714 | 488         | 543         | 0.899       |
| 4   | Telecom Baku      | 6     | 2 (1)   | 4 (2)   | 7   | 10   | 15   | 0.667 | 523         | 537         | 0.974       |

Źródło: 
Punktacja: 3:0 i 3:1 – 3 pkt; 3:2 – 2 pkt; 2:3 – 1 pkt; 1:3 i 0:3 – 0 pkt
Zasady ustalania kolejności: 1. liczba zwycięstw, 2. liczba punktów, 3. stosunek setów, 4. stosunek małych punktów, 5. bilans w bezpośrednich meczach
Wyniki
| Data       | Drużyna 1         | Wynik | Drużyna 2         | 1     | 2     | 3     | 4     | 5     | * |
| ---------- | ----------------- | ----- | ----------------- | ----- | ----- | ----- | ----- | ----- | - |
| 12.11.2014 | KPS Chemik Police | 3:0   | Telecom Baku      | 25:22 | 25:19 | 25:18 |       |       |   |
| 13.11.2014 | Dinamo Kazań      | 3:0   | VK Prostějov      | 25:21 | 25:15 | 26:24 |       |       |   |
| 26.11.2014 | Telecom Baku      | 3:2   | Dinamo Kazań      | 22:25 | 23:25 | 28:26 | 25:21 | 15:9  |   |
| 26.11.2014 | VK Prostějov      | 0:3   | KPS Chemik Police | 23:25 | 22:25 | 19:25 |       |       |   |
| 10.12.2014 | Dinamo Kazań      | 3:2   | KPS Chemik Police | 25:13 | 20:25 | 26:24 | 23:25 | 15:10 |   |
| 10.12.2014 | VK Prostějov      | 3:2   | Telecom Baku      | 25:19 | 23:25 | 27:25 | 17:25 | 15:13 |   |
| 14.01.2015 | KPS Chemik Police | 3:1   | Dinamo Kazań      | 16:25 | 25:14 | 25:19 | 25:22 |       |   |
| 15.01.2015 | Telecom Baku      | 3:1   | VK Prostějov      | 25:21 | 25:12 | 23:25 | 25:15 |       |   |
| 20.01.2015 | KPS Chemik Police | 2:3   | VK Prostějov      | 25:11 | 20:25 | 25:17 | 22:25 | 12:15 |   |
| 22.01.2015 | Dinamo Kazań      | 3:0   | Telecom Baku      | 25:21 | 25:10 | 25:14 |       |       |   |
| 28.01.2015 | Telecom Baku      | 2:3   | KPS Chemik Police | 25:27 | 25:18 | 16:25 | 25:16 | 10:15 |   |
| 28.01.2015 | VK Prostějov      | 3:1   | Dinamo Kazań      | 25:19 | 25:22 | 16:25 | 25:17 |       |   |

#### Grupa B
Tabela
| Lp. | Drużyna       | Mecze | Mecze   | Mecze   | Pkt | Sety | Sety | Sety   | Małe punkty | Małe punkty | Małe punkty |
| Lp. | Drużyna       | M     | W (3:2) | P (2:3) | Pkt | wyg. | prz. | ratio  | zdob.       | str.        | ratio       |
| --- | ------------- | ----- | ------- | ------- | --- | ---- | ---- | ------ | ----------- | ----------- | ----------- |
| 1   | Fenerbahçe    | 6     | 6 (0)   | 0 (0)   | 18  | 18   | 1    | 18.000 | 470         | 322         | 1.460       |
| 2   | Azerrail Baku | 6     | 4 (1)   | 2 (0)   | 11  | 13   | 8    | 1.625  | 475         | 437         | 1.087       |
| 3   | Nantes VB     | 6     | 1 (0)   | 5 (1)   | 4   | 6    | 15   | 0.400  | 402         | 477         | 0.843       |
| 4   | Știința Bacău | 6     | 1 (0)   | 5 (0)   | 3   | 3    | 16   | 0.188  | 346         | 457         | 0.757       |

Źródło: 
Punktacja: 3:0 i 3:1 – 3 pkt; 3:2 – 2 pkt; 2:3 – 1 pkt; 1:3 i 0:3 – 0 pkt
Zasady ustalania kolejności: 1. liczba zwycięstw, 2. liczba punktów, 3. stosunek setów, 4. stosunek małych punktów, 5. bilans w bezpośrednich meczach
Wyniki
| Data       | Drużyna 1     | Wynik | Drużyna 2     | 1     | 2     | 3     | 4     | 5     | * |
| ---------- | ------------- | ----- | ------------- | ----- | ----- | ----- | ----- | ----- | - |
| 12.11.2014 | Azerrail Baku | 3:2   | Nantes VB     | 25:17 | 18:25 | 18:25 | 25:16 | 20:18 |   |
| 13.11.2014 | Știința Bacău | 0:3   | Fenerbahçe    | 13:25 | 16:25 | 21:25 |       |       |   |
| 26.11.2014 | Fenerbahçe    | 3:1   | Azerrail Baku | 25:21 | 25:20 | 19:25 | 25:16 |       |   |
| 26.11.2014 | Nantes VB     | 3:0   | Știința Bacău | 25:18 | 27:25 | 25:10 |       |       |   |
| 09.12.2014 | Nantes VB     | 0:3   | Fenerbahçe    | 15:25 | 19:25 | 15:25 |       |       |   |
| 10.12.2014 | Azerrail Baku | 3:0   | Știința Bacău | 27:25 | 25:10 | 25:23 |       |       |   |
| 14.01.2015 | Fenerbahçe    | 3:0   | Nantes VB     | 25:15 | 25:14 | 25:14 |       |       |   |
| 14.01.2015 | Știința Bacău | 0:3   | Azerrail Baku | 22:25 | 14:25 | 18:25 |       |       |   |
| 21.01.2015 | Știința Bacău | 3:1   | Nantes VB     | 25:20 | 25:14 | 16:25 | 25:19 |       |   |
| 21.01.2015 | Azerrail Baku | 0:3   | Fenerbahçe    | 20:25 | 15:25 | 24:26 |       |       |   |
| 28.01.2015 | Fenerbahçe    | 3:0   | Știința Bacău | 25:16 | 25:11 | 25:13 |       |       |   |
| 28.01.2015 | Nantes VB     | 0:3   | Azerrail Baku | 12:25 | 25:27 | 17:25 |       |       |   |

#### Grupa C
Tabela
| Lp. | Drużyna                      | Mecze | Mecze   | Mecze   | Pkt | Sety | Sety | Sety  | Małe punkty | Małe punkty | Małe punkty |
| Lp. | Drużyna                      | M     | W (3:2) | P (2:3) | Pkt | wyg. | prz. | ratio | zdob.       | str.        | ratio       |
| --- | ---------------------------- | ----- | ------- | ------- | --- | ---- | ---- | ----- | ----------- | ----------- | ----------- |
| 1   | Dinamo Moskwa                | 6     | 5 (1)   | 1 (1)   | 15  | 17   | 8    | 2.125 | 569         | 515         | 1.105       |
| 2   | Unendo Yamamay Busto Arsizio | 6     | 4 (1)   | 2 (1)   | 12  | 15   | 8    | 1.875 | 518         | 465         | 1.114       |
| 3   | Dresdner SC                  | 6     | 3 (2)   | 3 (0)   | 7   | 9    | 14   | 0.643 | 485         | 506         | 0.958       |
| 4   | LP Viesti Salo               | 6     | 0 (0)   | 6 (2)   | 2   | 7    | 18   | 0.389 | 494         | 580         | 0.852       |

Źródło: 
Punktacja: 3:0 i 3:1 – 3 pkt; 3:2 – 2 pkt; 2:3 – 1 pkt; 1:3 i 0:3 – 0 pkt
Zasady ustalania kolejności: 1. liczba zwycięstw, 2. liczba punktów, 3. stosunek setów, 4. stosunek małych punktów, 5. bilans w bezpośrednich meczach
Wyniki
| Data       | Drużyna 1                    | Wynik | Drużyna 2                    | 1     | 2     | 3     | 4     | 5     | * |
| ---------- | ---------------------------- | ----- | ---------------------------- | ----- | ----- | ----- | ----- | ----- | - |
| 12.11.2014 | Dresdner SC                  | 3:2   | Dinamo Moskwa                | 22:25 | 23:25 | 25:19 | 25:20 | 18:16 |   |
| 12.11.2014 | Unendo Yamamay Busto Arsizio | 3:0   | LP Viesti Salo               | 25:19 | 25:20 | 25:12 |       |       |   |
| 26.11.2014 | Dinamo Moskwa                | 3:1   | Unendo Yamamay Busto Arsizio | 22:25 | 25:21 | 25:15 | 25:19 |       |   |
| 27.11.2014 | LP Viesti Salo               | 2:3   | Dresdner SC                  | 25:20 | 18:25 | 22:25 | 25:23 | 11:15 |   |
| 09.12.2014 | LP Viesti Salo               | 1:3   | Dinamo Moskwa                | 25:23 | 16:25 | 22:25 | 16:25 |       |   |
| 10.12.2014 | Unendo Yamamay Busto Arsizio | 3:0   | Dresdner SC                  | 25:15 | 25:16 | 25:20 |       |       |   |
| 13.01.2015 | Dinamo Moskwa                | 3:1   | LP Viesti Salo               | 25:16 | 18:25 | 25:21 | 25:20 |       |   |
| 14.01.2015 | Dresdner SC                  | 0:3   | Unendo Yamamay Busto Arsizio | 21:25 | 18:25 | 20:25 |       |       |   |
| 21.01.2015 | Dresdner SC                  | 3:1   | LP Viesti Salo               | 23:25 | 25:21 | 25:12 | 25:17 |       |   |
| 21.01.2015 | Unendo Yamamay Busto Arsizio | 2:3   | Dinamo Moskwa                | 22:25 | 25:16 | 20:25 | 25:20 | 13:15 |   |
| 28.01.2015 | LP Viesti Salo               | 2:3   | Unendo Yamamay Busto Arsizio | 26:28 | 25:18 | 25:19 | 14:25 | 16:18 |   |
| 28.01.2015 | Dinamo Moskwa                | 3:0   | Dresdner SC                  | 25:17 | 25:21 | 25:18 |       |       |   |

#### Grupa D
Tabela
| Lp. | Drużyna                  | Mecze | Mecze   | Mecze   | Pkt | Sety | Sety | Sety  | Małe punkty | Małe punkty | Małe punkty |
| Lp. | Drużyna                  | M     | W (3:2) | P (2:3) | Pkt | wyg. | prz. | ratio | zdob.       | str.        | ratio       |
| --- | ------------------------ | ----- | ------- | ------- | --- | ---- | ---- | ----- | ----------- | ----------- | ----------- |
| 1   | Eczacıbaşı VitrA Stambuł | 6     | 5 (0)   | 1 (0)   | 15  | 15   | 6    | 2.500 | 508         | 435         | 1.168       |
| 2   | Voléro Zurych            | 6     | 5 (1)   | 1 (0)   | 14  | 16   | 6    | 2.667 | 518         | 445         | 1.164       |
| 3   | Omiczka Omsk             | 6     | 2 (0)   | 4 (1)   | 7   | 9    | 13   | 0.692 | 465         | 504         | 0.923       |
| 4   | Impel Gwardia Wrocław    | 6     | 0 (0)   | 6 (0)   | 0   | 3    | 18   | 0.167 | 414         | 521         | 0.795       |

Źródło: 
Punktacja: 3:0 i 3:1 – 3 pkt; 3:2 – 2 pkt; 2:3 – 1 pkt; 1:3 i 0:3 – 0 pkt
Zasady ustalania kolejności: 1. liczba zwycięstw, 2. liczba punktów, 3. stosunek setów, 4. stosunek małych punktów, 5. bilans w bezpośrednich meczach
Wyniki
| Data       | Drużyna 1                | Wynik | Drużyna 2                | 1     | 2     | 3     | 4     | 5     | * |
| ---------- | ------------------------ | ----- | ------------------------ | ----- | ----- | ----- | ----- | ----- | - |
| 12.11.2014 | Eczacıbaşı VitrA Stambuł | 3:0   | Omiczka Omsk             | 25:18 | 25:18 | 25:23 |       |       |   |
| 13.11.2014 | Voléro Zurych            | 3:0   | Impel Gwardia Wrocław    | 25:19 | 25:9  | 25:20 |       |       |   |
| 25.11.2014 | Impel Gwardia Wrocław    | 0:3   | Eczacıbaşı VitrA Stambuł | 29:31 | 16:25 | 21:25 |       |       |   |
| 27.11.2014 | Omiczka Omsk             | 2:3   | Voléro Zurych            | 22:25 | 22:25 | 26:24 | 25:21 | 11:15 |   |
| 09.12.2014 | Impel Gwardia Wrocław    | 0:3   | Omiczka Omsk             | 20:25 | 24:26 | 18:25 |       |       |   |
| 11.12.2014 | Voléro Zurych            | 1:3   | Eczacıbaşı VitrA Stambuł | 25:20 | 23:25 | 16:25 | 25:27 |       |   |
| 13.01.2015 | Eczacıbaşı VitrA Stambuł | 0:3   | Voléro Zurych            | 23:25 | 22:25 | 16:25 |       |       |   |
| 14.01.2015 | Omiczka Omsk             | 3:1   | Impel Gwardia Wrocław    | 25:14 | 25:23 | 24:26 | 25:21 |       |   |
| 22.01.2015 | Eczacıbaşı VitrA Stambuł | 3:1   | Impel Gwardia Wrocław    | 25:19 | 21:25 | 25:10 | 25:16 |       |   |
| 22.01.2015 | Voléro Zurych            | 3:0   | Omiczka Omsk             | 25:15 | 25:17 | 25:17 |       |       |   |
| 28.01.2015 | Omiczka Omsk             | 1:3   | Eczacıbaşı VitrA Stambuł | 16:25 | 25:23 | 16:25 | 19:25 |       |   |
| 28.01.1915 | Impel Gwardia Wrocław    | 1:3   | Voléro Zurych            | 22:25 | 25:19 | 22:25 | 15:25 |       |   |

#### Grupa E
Tabela
| Lp. | Drużyna                 | Mecze | Mecze   | Mecze   | Pkt | Sety | Sety | Sety  | Małe punkty | Małe punkty | Małe punkty |
| Lp. | Drużyna                 | M     | W (3:2) | P (2:3) | Pkt | wyg. | prz. | ratio | zdob.       | str.        | ratio       |
| --- | ----------------------- | ----- | ------- | ------- | --- | ---- | ---- | ----- | ----------- | ----------- | ----------- |
| 1   | VakıfBank SK            | 6     | 5 (1)   | 1 (0)   | 14  | 16   | 5    | 3.200 | 509         | 368         | 1.383       |
| 2   | RC Cannes               | 5     | 4 (3)   | 1 (0)   | 9   | 12   | 10   | 1.200 | 508         | 558         | 0.910       |
| 3   | River Volley Piacenza   | 6     | 3 (0)   | 3 (2)   | 11  | 13   | 10   | 1.300 | 493         | 467         | 1.056       |
| 4   | Partizan Vizura Belgrad | 6     | 0 (0)   | 6 (2)   | 2   | 5    | 18   | 0.278 | 419         | 536         | 0.782       |

Źródło: 
Punktacja: 3:0 i 3:1 – 3 pkt; 3:2 – 2 pkt; 2:3 – 1 pkt; 1:3 i 0:3 – 0 pkt
Zasady ustalania kolejności: 1. liczba zwycięstw, 2. liczba punktów, 3. stosunek setów, 4. stosunek małych punktów, 5. bilans w bezpośrednich meczach
Wyniki
| Data       | Drużyna 1               | Wynik | Drużyna 2               | 1     | 2     | 3     | 4     | 5     | * |
| ---------- | ----------------------- | ----- | ----------------------- | ----- | ----- | ----- | ----- | ----- | - |
| 12.11.2014 | RC Cannes               | 3:2   | River Volley Piacenza   | 16:25 | 25:21 | 15:25 | 25:23 | 15:12 |   |
| 13.11.2014 | VakıfBank SK            | 3:0   | Partizan Vizura Belgrad | 25:18 | 25:10 | 25:19 |       |       |   |
| 25.11.2014 | Partizan Vizura Belgrad | 2:3   | RC Cannes               | 22:25 | 25:18 | 25:19 | 20:25 | 12:15 |   |
| 26.11.2014 | River Volley Piacenza   | 0:3   | VakıfBank SK            | 12:25 | 14:25 | 18:25 |       |       |   |
| 09.12.2014 | Partizan Vizura Belgrad | 0:3   | River Volley Piacenza   | 15:25 | 16:25 | 20:25 |       |       |   |
| 11.12.2014 | VakıfBank SK            | 1:3   | RC Cannes               | 23:25 | 25:23 | 24:26 | 25:27 |       |   |
| 13.01.2015 | RC Cannes               | 0:3   | VakıfBank SK            | 11:25 | 22:25 | 12:25 |       |       |   |
| 14.01.2015 | River Volley Piacenza   | 3:1   | Partizan Vizura Belgrad | 22:25 | 25:16 | 25:22 | 25:18 |       |   |
| 21.01.2015 | RC Cannes               | 3:2   | Partizan Vizura Belgrad | 23:25 | 25:13 | 25:22 | 21:25 | 18:16 |   |
| 21.01.2015 | VakıfBank SK            | 3:2   | River Volley Piacenza   | 19:25 | 22:25 | 25:14 | 25:13 | 21:19 |   |
| 28.01.2015 | Partizan Vizura Belgrad | 0:3   | VakıfBank SK            | 13:25 | 11:25 | 11:25 |       |       |   |
| 28.01.2015 | River Volley Piacenza   | 3:0   | RC Cannes               | 25:16 | 25:18 | 25:18 |       |       |   |

### Play-off

#### 1/12 finału
| Data       | Drużyna 1             | Wynik | Drużyna 2                    | 1     | 2     | 3     | 4     | 5     | * |
| ---------- | --------------------- | ----- | ---------------------------- | ----- | ----- | ----- | ----- | ----- | - |
| 10.02.2015 | Dinamo Kazań          | 2:3   | VakıfBank SK                 | 26:24 | 21:25 | 20:25 | 27:25 | 7:15  |   |
| 19.02.2015 | Dinamo Kazań          | 0:3   | VakıfBank SK                 | 22:25 | 21:25 | 14:25 |       |       |   |
| 11.02.2015 | Dresdner SC           | 0:3   | Fenerbahçe                   | 23:25 | 15:25 | 15:25 |       |       |   |
| 18.02.2015 | Dresdner SC           | 3:2   | Fenerbahçe                   | 24:26 | 26:24 | 25:19 | 18:25 | 15:13 |   |
| 11.02.2015 | RC Cannes             | 2:3   | Voléro Zurych                | 25:21 | 9:25  | 25:16 | 17:25 | 5:15  |   |
| 19.02.2015 | RC Cannes             | 1:3   | Voléro Zurych                | 14:25 | 20:25 | 27:25 | 25:27 |       |   |
| 10.02.2015 | VK Prostějov          | 1:3   | Eczacıbaşı VitrA Stambuł     | 25:18 | 15:25 | 14:25 | 21:25 |       |   |
| 18.02.2015 | VK Prostějov          | 0:3   | Eczacıbaşı VitrA Stambuł     | 14:25 | 14:25 | 19:25 |       |       |   |
| 11.02.2015 | Azerrail Baku         | 1:3   | Unendo Yamamay Busto Arsizio | 24:26 | 21:25 | 25:19 | 14:25 |       |   |
| 18.02.2015 | Azerrail Baku         | 3:2   | Unendo Yamamay Busto Arsizio | 25:14 | 24:26 | 25:20 | 18:25 | 15:10 |   |
| 11.02.2015 | River Volley Piacenza | 0:3   | Dinamo Moskwa                | 27:29 | 18:25 | 23:25 |       |       |   |
| 19.02.2015 | River Volley Piacenza | 0:3   | Dinamo Moskwa                | 20:25 | 16:25 | 15:25 |       |       |   |

#### 1/6 finału
| Data       | Drużyna 1                    | Wynik | Drużyna 2     | 1     | 2     | 3     | 4     | 5       | * |
| ---------- | ---------------------------- | ----- | ------------- | ----- | ----- | ----- | ----- | ------- | - |
| 05.03.2015 | VakıfBank SK                 | 3:1   | Fenerbahçe    | 25:23 | 28:26 | 19:25 | 25:16 |         |   |
| 12.03.2015 | VakıfBank SK                 | 2:3   | Fenerbahçe    | 20:25 | 20:25 | 25:21 | 25:15 | 12:15   |   |
| 05.03.2015 | Eczacıbaşı VitrA Stambuł     | 3:0   | Voléro Zurych | 25:21 | 25:19 | 25:22 |       |         |   |
| 12.03.2015 | Eczacıbaşı VitrA Stambuł     | 1:3   | Voléro Zurych | 23:25 | 26:24 | 27:29 | 19:25 | (15:12) |   |
| 05.03.2015 | Unendo Yamamay Busto Arsizio | 3:0   | Dinamo Moskwa | 25:14 | 25:22 | 25:18 |       |         |   |
| 12.03.2015 | Unendo Yamamay Busto Arsizio | 3:0   | Dinamo Moskwa | 25:23 | 25:19 | 28:26 |       |         |   |

### Turniej finałowy
Szczecin

#### Półfinały
| Data       | Drużyna 1         | Wynik | Drużyna 2                    | 1     | 2     | 3     | 4     | 5 | * |
| ---------- | ----------------- | ----- | ---------------------------- | ----- | ----- | ----- | ----- | - | - |
| 04.04.2015 | KPS Chemik Police | 0:3   | Unendo Yamamay Busto Arsizio | 21:25 | 25:27 | 21:25 |       |   |   |
| 04.04.2015 | VakıfBank SK      | 1:3   | Eczacıbaşı VitrA Stambuł     | 22:25 | 25:16 | 22:25 | 22:25 |   |   |

#### Mecz o 3. miejsce
| Data       | Drużyna 1         | Wynik | Drużyna 2    | 1     | 2     | 3     | 4 | 5 | * |
| ---------- | ----------------- | ----- | ------------ | ----- | ----- | ----- | - | - | - |
| 05.04.2015 | KPS Chemik Police | 0:3   | VakıfBank SK | 19:25 | 21:25 | 17:25 |   |   |   |

#### Finał
| Data       | Drużyna 1                    | Wynik | Drużyna 2                | 1     | 2     | 3     | 4 | 5 | * |
| ---------- | ---------------------------- | ----- | ------------------------ | ----- | ----- | ----- | - | - | - |
| 05.04.2015 | Unendo Yamamay Busto Arsizio | 0:3   | Eczacıbaşı VitrA Stambuł | 22:25 | 20:25 | 21:25 |   |   |   |

## Klasyfikacja końcowa
| Miejsce | Drużyna                      |
| ------- | ---------------------------- |
| złoto   | Eczacıbaşı VitrA Stambuł     |
| srebro  | Unendo Yamamay Busto Arsizio |
| brąz    | VakıfBank SK                 |
| 4.      | KPS Chemik Police            |